# Thordis
Thordis (Þórdís) ist ein weiblicher skandinavischer Vorname.

## Bedeutung und Herkunft
Der Name bedeutet so viel wie „Geist des Thor“.
Da die nordischen Völker dem mächtigen Gott Thor näher oder gar gleich sein wollten, gaben sie ihren Söhnen oft Namen wie Thor oder andere, aus Ehrfurcht von Thor abgeleitete Namen wie Thorsteinn, Thorbjörn oder Thorvaldur. Auch Frauen sollten Thor gleichen und wurden daher Thordis oder Thorgerdur genannt.

## Varianten
- Tordis
- Thordies
- Thordes
- Thordissa
- Thoridyss
- Thordia

## Namensträger
- Thordies Hanisch (* 1979), deutsche Politikerin
- Thordis Arnold (* 1991), deutsche Crosslauf-Sommerbiathletin
- Þórdís Edwald (* um 1960), isländische Badmintonspielerin